# Aino Henssen
Aino Henssen (Elberfeld, 12 de abril de 1925 - Marburgo, 29 de agosto de 2011) fue una botánica, micóloga, y liquenóloga alemana de ascendencia finlandesa. Se desempeñó académicamente en la Philipps-Universidad de Marburgo, donde había obtenido su doctorado en 1953 con una tesis sobre la fisiología de la familia Lemnaceae.
Fue curadora de criptógamas en el "Botanisches Institut Marburg". Aino Henssen ha publicado 100 artículos científicos y libros, y recolectado cerca de 60.000 especímenes de líquenes.

## Algunas publicaciones
- aino Henssen, h.-m. Jahns. 1974. Lichenes, eine Einführung in die Flechtenkunde. Stuttgart

- ----------------. 1971. Emended description of the genus Pseudonocardia Henssen and ... 6 pp.

- ----------------. 1965. A review of the genera of the Collemataceae with simple spores ... 13 pp.

- ivan mackenzie Lamb, aino Henssen. 1964. Antarctic lichens, v. 1, N.º 38 y 61 de Scientific reports. Editor British Antarctic Survey, 64 pp.

## Honores
En 1992 se la honró con la "Medalla Acharius".

### Eponimia
Género de fungi
- Ainoa Lumbsch & I.Schmitt, 2001

Especies de fungi
- Caloplaca hensseniana Kalb, 1990
- Diploschistes hensseniae Lumbsch & Elix, 1985
- Gyalidea hensseniae Hafellner, Poelt & Vezda, 1990
- Lecanora hensseniae Vänskä, 1986
- Nephroma hensseniae P.James & F.J.White, 1987
- Parmotrema hensseniae Krog, 1990
- Rhizocarpon hensseniae Brodo, 1990
- Rimularia hensseniae Hertel & Rambold, 1990
- Sticta ainoae D.J.Galloway & J.Pickering, 1990
- Stephanocyclos henssenianus Hertel, 1983
- Xanthoparmelia hensseniae O.Blanco, A.Crespo, Elix, D.Hawksw. & Lumbsch, 2004, nom. nov.
- La abreviatura «Henssen» se emplea para indicar a Aino Henssen como autoridad en la descripción y clasificación científica de los vegetales.[2]